# L'Impatience

L'Impatience est le titre d'une cantate de Jean-Philippe Rameau.
La cantate date d'avant ou d'environ 1720 et aurait été composée à Clermont-Ferrand (selon Hugues Maret). Elle nous est connue par la copie manuscrite (mais non autographe) qui nous en est parvenue.
Elle est écrite pour une voix de ténor (« dessus ») et une viole avec basse continue. La viole a un rôle très concertant, à l'italienne, mais l'Impatience serait, selon Cuthbert Girdlestone, l'une des moins élaborées des cantates de Rameau (op.cit. page 65).
L'argument : Un amant attend dans un bois, au petit matin, sa bien-aimée qui doit venir le rejoindre. Mais l'attente excite son impatience : il en vient à envier les oiseaux dont le chant exprime leur bonheur. Enfin Corine arrive, promesse du bonheur qui suit l'attente. 
Cette cantate comporte trois airs de caractères variés précédés chacun d'un récitatif (l'attente impatiente, la méditation raisonnée puis la joie retrouvée).
Merci de procéder au transfert en conservant l'historique. 
Récitatif
Ces lieux brillent déjà d'une vive clarté.
Depuis longtemps, j'ai vu naître l'aurore.
Le charmant objet que j'adore
Devait la précéder dans ce bois écarté.
Mais je ne la vois point encore.
Air gai
Ce n'est plus le poids de ma chaîne
Qui me fait pousser des soupirs,
La seule attente des plaisirs
Fait à présent toute ma peine.
Attends-tu pour payer ma flamme,
Amour, que je sois plus épris ?
Tu connais l'ardeur de mon âme ;
En peux-tu retarder le prix ?
Récitatif
Les oiseaux d'alentour chantent dans ce bocage,
Et je connais à leur ramage
Que rien ne manque plus au bonheur de leurs feux.
Ils goûtent avant moi les fruits de la constance.
Peut-être mieux traités sont-ils plus amoureux.
Air tendre
Pourquoi leur envier leur juste récompense ?
L'amour ne me fait point d'offense
Quand il rend les amants heureux.
Il songe à redoubler par mon impatience
Le doux plaisir qui doit suivre mes vœux.
Récitatif
Mais Corine paraît, je vois enfin les charmes
Qui vont dissiper mes alarmes.
Allons tomber à ses genoux !
Oiseaux, de votre sort, je ne suis plus jaloux !
Air léger
Tu te plais, enfant de Cythère,
À faire acheter tes douceurs.
L'amour que tu veux satisfaire
N'est point exempt de tes rigueurs.
Pour être heureux dans ton empire
Il faut qu'il en coûte des pleurs.
Plus un fidèle amant soupire,
Mieux il connaît le prix de tes faveurs.